# Ferguson Jenkins
Pour les articles homonymes, voir Jenkins.
Ferguson Arthur Jenkins, C.M., né le 13 décembre 1942 à Chatham, Ontario, Canada, est un lanceur droitier de baseball ayant joué dans les Ligues majeures de 1965 à 1983.
Au cours de sa carrière de 19 années avec les Phillies de Philadelphie, les Cubs de Chicago, les Rangers du Texas et les Red Sox de Boston, Ferguson Jenkins a remporté 284 victoires et totalisé 3192 retraits sur des prises. Il a remporté le trophée Cy Young du meilleur lanceur en 1971. 
Ce joueur canadien est membre du Temple de la renommée du baseball depuis 1991.

## Carrière

### Débuts
Ferguson Jenkins signe son premier contrat avec les Phillies de Philadelphie en 1962. Il fait ses débuts en Ligue majeure le 10 septembre 1965 avec les Phillies. Amené en relève en 8e manche face aux Cardinals de Saint-Louis, il reste au monticule jusqu'en 12e et est crédité de sa première victoire en carrière lorsque Philadelphie l'emporte en prolongation. Jenkins est utilisé comme lanceur de relève en 1965 ainsi qu'en 1966. Le 21 avril 1966, les Phillies l'échangent avec John Herrnstein et Adolfo Phillips aux Cubs de Chicago en retour de Bob Buhl et Larry Jackson.

### Cubs de Chicago
Les Cubs font de Jenkins un lanceur partant en 1967. Il connaît alors la première de 6 saisons consécutives de 20 victoires, un exploit qu'il accomplira à 7 reprises durant sa carrière. En 1967, sa fiche victoires-défaites est de 20-13 avec une excellente moyenne de points mérités de 2,80. Il mène les majeures avec 20 matchs complets. Il reçoit à la mi-saison sa première invitation au match des étoiles et termine 2e au vote pour le trophée Cy Young, attribué à Mike McCormick des Giants de San Francisco.
En 1968, il est le lanceur qui effectue le plus grand nombre de départs (40) dans la Ligue nationale, il remporte 20 victoires contre 15 défaites et présente une moyenne de points mérités de 2,63.
En 1969, il totalise le plus grand nombre de départs (42) de toutes les majeures et mène les deux ligues (Nationale et Américaine) pour les retraits sur des prises avec 273. Son dossier victoires-défaites est de 21-15.
En 1970, il montre un dossier de 22-16 avec un sommet dans les majeures de 24 matchs complets.
La saison 1971 est considérée comme sa meilleure en carrière : il gagne 24 matchs (contre 13 défaites) et mène les majeures avec 30 matchs complétés. Il affiche le plus faible ratio (1,0) de buts-sur-balles accordés par 9 manches lancées tout en étant le lanceur le plus utilisé de la Nationale avec 325 manches passées au monticule. Pour une 3e année de suite, il affiche le ratio retraits sur des prises/buts-sur-balles le plus élevé du baseball, ayant vu ce différentiel passer de 3,85 en 1969 à 4,57 en 1970 puis à 7,11 retraits au bâton par but-sur-balles accordé en 1971. Il est invité à sa seconde partie d'étoiles et on lui décerne après la saison le trophée Cy Young comme meilleur lanceur de la Ligue nationale, devançant au scrutin l'as lanceur des Mets de New York Tom Seaver, malgré le fait que ce dernier ait perdu moins de matchs, totalisé plus de retraits sur des prises et affiché une meilleure moyenne de points mérités que Jenkins durant l'année.
En 1973, Jenkins remporte 20 victoires pour un 6e saison d'affilée, encaissant 12 défaites. Il retourne pour la 3e fois au match d'étoiles. Le 25 octobre 1973, les Cubs concluent une importante transaction, envoyant Jenkins aux Rangers du Texas contre le joueur d'utilité Vic Harris et, surtout, le futur champion frappeur Bill Madlock.

### Rangers du Texas
À sa première année avec les Rangers, Jenkins mène les majeures avec 25 victoires, contre seulement 12 défaites. Il s'agit d'un nouveau record de franchise, qu'il détient toujours en date de 2010. Il mène aussi les majeures avec 29 matchs complets en plus d'afficher la plus faible moyenne de buts-sur-balles accordés par 9 manches lancées (1,2) et le meilleur différentiel retraits sur des prises/buts-sur-balles (5,0) des majeures. Sa moyenne de points mérités est de 2,82. Il termine second derrière Catfish Hunter des A's d'Oakland au scrutin pour le trophée Cy Young dans l'Américaine et voit son nom apparaître pour la 6e et dernière fois de sa carrière au vote pour le joueur par excellence de la ligue, prenant la 5e place, son rang le plus élevé dans cette catégorie où les lanceurs sont traditionnellement peu considérés. Étrangement, il reçoit 2 votes de plus que Hunter au titre de joueur par excellence.
Jenkins affiche un dossier négatif de 17-18 en 1975. Le 17 novembre, les Rangers le transfèrent avec le lanceur Craig Skok aux Red Sox de Boston pour le voltigeur Juan Beniquez et le lanceur Steve Barr.

### Red Sox de Boston
Le séjour de Fergie Jenkins à Boston est sans histoire et ne dure que deux saisons, au cours desquelles il présente des fiches de 12-11 et 10-10.
Le 14 décembre 1977, les Red Sox le retournent aux Rangers du Texas contre le lanceur recrue John Poloni et une somme d'argent.

### Retour au Texas
La carrière de Jenkins reprend vie en 1978 chez les Rangers. En 34 matchs, dont 30 départs, il remporte 18 victoires contre seulement 8 revers et s'impose à nouveau par son excellent contrôle au monticule : il est premier dans les majeures avec seulement 1,5 but-sur-balles accordé par 9 manches lancées et pour un ratio de 3,83 retraits sur des prises par but-sur-balles alloué. Pour la 4e et dernière fois de sa carrière, il est considéré pour le trophée Cy Young, mais se classe 6e au scrutin.
Après une saison de 16 gains en 1979, sa saison 1980, au cours de laquelle il totalisa 12 victoires contre 12 défaites, est troublée par son arrestation à l'Aéroport international de Toronto, Ontario. Le 25 août, les douaniers trouvent Jenkins en possession de 4 grammes de cocaïne, 2 grammes de hashish et 56 grammes de marijuana. Quatorze jours après son arrestation, Jenkins est suspendu à vie du baseball par le commissaire Bowie Kuhn. Il s'agit de la première fois qu'un joueur des Ligues majeures reçoit une telle sanction pour une histoire de stupéfiants. Cependant, le 22 septembre 1980, l'arbitre Raymond Goetz intervient et ordonne que Jenkins soit autorisé à jouer à nouveau. Un juge accorde une absolution complète à Jenkins.
Après la saison 1981, Jenkins obtient le statut de joueur autonome et signe un contrat avec son ancienne équipe, les Cubs de Chicago.

### Retour à Chicago
Jenkins lance deux autres saisons pour les Cubs, présentant des dossiers de 14-15 en 1982 et 6-9 en 1983.

## Palmarès
Ferguson Jenkins a joué 664 matchs dans les Ligues majeures, dont 594 comme lanceur partant. Il a remporté 284 victoires contre 226 défaites. Sa moyenne de points mérités en carrière est de 3,34 avec 3 192 retraits sur des prises en 4 500 manches et deux tiers lancées. Il compte 267 matchs complets dont 49 blanchissages. En 70 apparitions comme lanceur de relève, il a réussi 7 sauvetages.
- Gagnant du trophée Cy Young dans la Ligue nationale en 1971.
- Premier lanceur canadien de l'histoire à gagner le trophée Cy Young.
- Sélectionné trois fois pour le match des étoiles (1967, 1971, 1972).
- Est le seul lanceur de l'histoire des Ligues majeures à totaliser plus de 3 000 retraits au bâton mais moins de 1 000 buts-sur-balles accordés[9].
- A mené la Ligue nationale avec 24 victoires en 1971 et les Ligues majeures avec 25 victoires en 1974.
- A mené la Ligue nationale avec 273 retraits sur des prises en 1969.
- A mené les Ligues majeures pour les matchs complets en 1967, 1970, 1971 et 1974.
- A affiché le meilleur ratio retraits sur des prises/buts-sur-balles des majeures en 1969, 1970, 1971, 1974 et 1978.
- A conservé le plus faible total de buts-sur-balles alloués par 9 manches lancées dans les majeures en 1971, 1974 et 1978.
- A conservé le plus faible total de buts-sur-balles alloués par 9 manches lancées dans la Ligue nationale en 1970, puis dans la Ligue américaine en 1975.
- Détient depuis 1974 le record de franchise des Rangers du Texas avec 25 victoires.
- Élu au Temple de la renommée du baseball en 1991.
- Fut le premier joueur né au Canada à être admis au Temple de la renommée du baseball[10].
- Admis au Temple de la renommée du baseball canadien en 1987[11].
- A vu son numéro d'uniforme (#31) retiré par les Cubs de Chicago en 2009.
- A reçu en 1967, 1968, 1971 et 1974 le trophée Lionel Conacher à titre d'athlète masculin de l'année au Canada selon la Presse canadienne.
- A gagné en 1974 le trophée Lou Marsh remis à l'athlète de l'année au Canada.
- Nommé au Temple de la renommée des Rangers du Texas en 2004[12].
- A reçu l'Ordre du Canada en 1979.
- Membre de l'Allée des célébrités canadiennes depuis 2001[10].

## Basket-ball
Fergie Jenkins a joué au basket-ball pour les Harlem Globetrotters en 1967 et 1969.

## Après-carrière

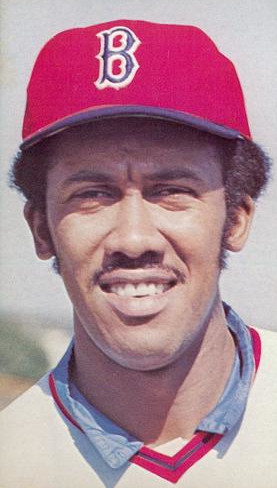
Major League de Baseball (1976), Ferguson Jenkins

En 2003, Jenkins a été nommé commissaire de la Ligue canadienne de baseball. Le circuit a toutefois cessé ses activités à la mi-saison en raison d'un déficit financier.
En janvier 2010, Jenkins se prononce sur le cas de Mark McGwire, l'ancien champion des coups de circuit qui venait de s'avouer coupable de dopage. Dans une lettre ouverte acheminée à Associated Press, Jenkins affirme que McGwire doit présenter des excuses aux lanceurs qu'il a affronté, l'estimant coupable d'avoir mis fin à la carrière de certains d'entre eux.